# Нардаль, Жанна
Жанна Нардаль (фр. Jeanne "Jane" Nardal, 1 августа 1902, Ле-Ламантен — 18 ноября 1993, Ле-Ламантен) — французская писательница, философ, педагог и политический обозреватель с Мартиники. Считается, что она и её сестра Полетт Нардаль заложили теоретическую и философскую основу «Негритюда» — культурного, политического и литературного движения, которое впервые возникло в 1930-х годах в Париже и стремилось объединить чёрных интеллектуалов в нынешних и бывших французских колониях. Сам термин «Негритюд» был придуман мартиникским писателем-активистом Эме Сезером, одним из трёх человек, официально признанных «отцами» культурного движения, наряду с сенегальским поэтом Леопольдом Сенгором и французско-гвианским писателем Леоном Дамасом. Однако лишь относительно недавно женщины, участвовавшие в движении «Негритюд», в том числе Джейн и Полетт Нардаль, начали получать должное признание.

## Родословная
Прабабушка Нардаль, Сидони Нардаль, родилась в рабстве в районе Трините на Мартинике, наиболее известном в то время производством сахара. Она была признана свободным человеком в 1850 году, через два года после того, как рабство было официально отменено во всей Французской империи. У Сидони было пятеро детей; её сын Жоаким, дедушка Жанны и Полетт, не был зарегистрирован как свободный человек до 1854 года. В конце концов Жоаким Нардаль переехал в столицу Сен-Пьер, где у него родились двое детей: Мари-Элен (1861 г.р.) и Поль Нардаль (1867 г.р.), отец сестёр Нардаль. Последний в конечном итоге стал первым чернокожим после отмены рабства, получившим стипендию для посещения Мартиникской школы искусств и ремёсел. В итоге он стал первым чернокожим инженером, работавшим в Департаменте общественных работ, а также работал учителем, обучая будущих инженеров.

## Ранние годы
Жанна Нардаль была четвёртой из семи дочерей (Полетт, Эмили, Алиса, Люси, Сесиль, Андре), родившихся у Поля Нардаля, чернокожего инженера, и Луизы Ашиль, школьной учительницы-метиссы (смешанного происхождения), известного музыканта и организатора. Поль и Луиза привили своим дочерям стремление к образованию и искусству. Хотя все их дети вырастут успешными, хорошо образованными женщинами, Полетт и, в меньшей степени, Жанна были наиболее известны своими произведениями и политическими комментариями.

## Жизнь в Париже
После завершения подготовительного школьного образования Жанна Нардаль присоединилась к своей сестре Полетт в Париже в 1923 году, чтобы изучать классическую литературу и французский язык в Сорбонне. Они стали первыми мартиникскими женщинами, посещающими это учебное заведение. Во время своего пребывания в Париже Полетт и Жанна организовали воскресный литературный салон, где молодые чернокожие интеллектуалы, в том числе Сезер, Сенгор и Дамас, а также афроамериканские и вест-индские учёные, еженедельно встречались для обмена теориями и построения основы для зарождающегося расового сознания, которое будет иметь влияние на всю чёрную диаспору. Полетт, в частности, выступала в качестве точки контакта между франкоязычными карибскими и африканскими интеллектуалами, а также афроамериканскими учёными и музыкантами.
В феврале 1928 года Жанна была одной из немногих женщин-основателей La Dépêche africaine, официальной газеты Комитета защиты интересов чёрной расы, выходившей два раза в месяц. Её сестра Полетт присоединилась к коллективу в июне того же года. Журнал выходил с перерывами в течение четырёх лет, но, тем не менее, был одной из самых популярных газет для чернокожих в то время: в 1929 году было напечатано 12 000–15 000 экземпляров по сравнению со средним тиражом 2 000–3 000 экземпляров, напечатанным его конкурентами, включая La Race Nègre и Le Cri des Nègres.
Жанне и Полетт Нардаль приписывают богатую глобальную перспективу, изложенную в разделах «Политическая депеша», «Экономическая и социальная депеша» и «Литературная депеша» в «La Dépêche africaine». Жанна специализировалась в первую очередь на политике и культуре; она написала для газеты два критических эссе, в том числе «Internationalisme noir» («Чёрный интернационализм»), которое было опубликовано в самом первом номере журнала. В эссе обсуждалось пробуждение расового сознания в чёрной диаспоре и закладывались некоторые теоретические основы движения негритюд. В октябрьском номере журнала La Dépêche africaine за 1928 год Джейн опубликовала эссе под названием «Pantins exotiques» («Экзотические марионетки»), в котором обсуждалось парижское обаяние и экзотизация чернокожих женщин и содержался призыв к чернокожим интеллектуалам сопротивляться этому.
В своих работах Жанна также изложила ключевые концепции, которые станут центральными для раннего движения негритюд, включая глобальное сообщество, сознание афро-латиноамериканской расы, новых франкоязычных негров и негров послевоенной эпохи. Последняя концепция связывает формирование евро-американского сообщества после Первой мировой войны с формированием глобального сообщества чернокожих и направлена на устранение напряжённости, существующей внутри чернокожего сообщества, особенно между чёрной элитой, теми, кто никогда не был в рабстве, и теми, кто был. Она также обсудила построение идентичности чёрной диаспоры, призвав отказаться от своего латиноамериканства (афро-латинского наследия) или своей африканите (африканского наследия).

## Жизнь после Парижа
Жанна Нардаль вернулась на Мартинику в 1929 году, где провела конференцию на тему "Le chant Nègre aux Etats-Unis" (песни чёрных в США) с упором на влияние блюза. Она продолжила успешную карьеру учителя, преподавая на Мартинике и в течение двух лет в Чаде. В 1931 году она вышла замуж за Жюля Жозефа Замиа, врача из Гваделупы.
Жанна Нардаль попала в большие неприятности, когда попыталась заняться политикой. В 1956 году в ответ на политическую деятельность Жанны кто-то бросил факел в окно семейного дома Нардаль на Мартинике, в результате чего было сожжено значительное количество переписки и сочинений Полетт. Впоследствии её семья запретила Жанне продолжать её участие в политике. Четыре года спустя она начала слепнуть и в конце концов отошла от общественной жизни. Она умерла в 1993 году.